# Иорданцы
Иорданцы — арабский народ, основное население Иордании.
- Численность более 10 млн. человек.

## Место обитания
Иорданцы — народ, коренное население Иордании (2 млн чел.), также проживает в Кувейте (350 тыс. чел.). Часть иорданцев находится в эмиграции преимущественно в нефтедобывающих арабских странах.

## Язык
Большинство иорданцев говорит на местном варианте сиро-ливанского диалекта арабского языка. Арабский язык в Иордании государственный.

## Условия обитания
Большая часть Иордании — плоскогорье высотой до 1754 м. На западе — тектоническая впадина Гхор (Эль-Гор), в пределах которой — Мёртвое море и долина р. Иордан. Климат сухой, субтропический. Средние температуры января 8—14 °C, июля 24—30 °C. Осадков от 100 до 700 мм в год. Растительность преимущественно пустынная и полупустынная.

## Этническая история
Иорданию в древности заселяли семитские племена ханаанеев. С VII в. в составе Арабского халифата; в XVI в.—1918 — Османской империи. После 1-й мировой войны включена в английскую мандатную территорию Палестина, в 1921 выведена в мандатный эмират Трансиордания. С 1946 независимое королевство. В ходе первой арабо-израильской войны (1948—49) Иордания присоединила Западный берег р. Иордан, который в войне 1967 был оккупирован войсками Израиля. В 1988 Иордания разорвала официальные и административные связи с Западным берегом р. Иордан. С 1991 Иордания участвует в переговорах по ближневосточному урегулированию. В октябре 1994 Иордания и Израиль подписали мирный договор, согласно которому Иордания возвращает себе часть захваченных в 1967 Израилем территорий.
Первое арабское государство на территории Иордании (Набатейское царство) возникло в конце III века до нашей эры. С возникновением независимого королевства (1946) усилились процессы этнической консолидации иорданцев (Котлов 1999: 38).

## Хозяйственные занятия
- Земледелие

Основные занятия — пашенное земледелие, выращивают на богарных землях зерновые (пшеница, ячмень, кукуруза, чечевица), садоводство (цитрусовые, оливки, виноград и др.) и огородничество (помидоры, баклажаны и др.).
- Скотоводство

Полуоседлое население и полукочевники сочетают земледелие с отгонным скотоводством (овцы, козы). Кочевые племена (около 50 тыс. человек) разводят овец, коз, верблюдов.
- Ремесло

Часть иорданцев занята в развивающейся горнодобывающей, нефтеперерабатывающей промышленности. Из ремёсел распространено ткачество (у оседлых ткут мужчины, у бедуинов — женщины), плетение, кожевенное, ювелирное, столярное дело (Родионов 1999: 327)

## Традиции
- Традиционное жилище

Жилище оседлых иорданцев — глинобитный или саманный (реже каменный) дом с плоской крышей. Шатры кочевников из чёрного или коричневого козьего волоса.
- Одежда

В одежде иорданцев совмещаются традиционные и европейские черты (например, длиннополая свободная рубаха и пиджак). Повсеместно бытует мужской головной платок, удерживаемый двойным шерстяным жгутом. Для женского костюма, сходного с костюмом других арабов, характерны красочность и тщательность отделки. Сохранились так называемые «двойные платья»: 3 м и более в ширину с рукавами-крыльями до 2 м длиной; его подтыкали под пояс и драпировали складками. В городах ткачеством занимаются потомственные ткачи-мужчины. Разнообразны ювелирные изделия из золота и серебра с янтарём, бирюзой, аметистами и т. д.
- Традиционная еда

Повседневная пища крестьян — бургуль (каша из варёной дроблёной пшеницы), ячменные и пшеничные пресные лепёшки, зелень, кислое козье молоко, овечий сыр. В пище кочевников и полукочевников преобладают молочные продукты.
- Семья, социальная организация.

У кочевников и части оседлого населения сохраняется племенное деление (бени хасан, бени сахр, атыйя, хувейтат, руала, сирхан и др.). Полигиния распространена незначительно.

## Торговля
Иордания — постиндустриальная страна. Доля секторов экономики в ВВП (2017 год, %): промышленность составляет 28,8; сельское хозяйство 4,6 и сектор услуг 66,6. Возделывают плодовые, виноград, маслины. Животноводство. Основные отрасли промышленности под контролем государства. Добыча и переработка фосфатов. Бумажные, текстильные, сталепрокатные предприятия. Производство электроэнергии 4,8 млрд кВт·ч (1993). Длина железных дорог 677 км, автодорог 7 тыс. км (1994). Морской порт — Акаба. Экспорт: минеральные удобрения, фосфаты, моющие средства, овощи и фрукты, фармацевтические и другие промышленные изделия. Основные внешнеторговые партнёры: Индия, Саудовская Аравия, Ирак, Индонезия, Турция. Денежная единица — иорданский динар.

## Религия
Более 90 % иорданцев — мусульмане-сунниты, остальные — преимущественно христиане разных толков (к ним принадлежат некоторые кочевые племена).